# فيصل العمري
فيصل العمري (25 أبريل 1984 -)، ممثل سعودي. من مواليد الرياض، حاصل على درجة البكالوريوس في إدارة الأعمال، بدأ من خلال المسرح ثم شارك بالعديد من الأعمال التلفزيونية الذي كونت له الشهرة.

## أعماله

### المسلسلات
- 2009: أيام السراب.
- 2009: الخادمة.
- 2010: مطلوب رجال.
- 2010: سليم ودستة حريم.
- 2010: بيني وبينك 4.
- 2011: غشمشم 6.
- 2011: أيام وليالي.
- 2012: شباب البومب.
- 2013: هذا حنا.
- 2013: شباب البومب 2.
- 2013: مسرحية شباب البومب.
- 2014: شباب البومب 3.
- 2015: حصاد الزمن.
- 2016: البيت الكبير.
- 2018: صيف بارد.
- 2018: شير شات.
- 2019: عناقيد.
- 2019: سريع سريع.
- 2019: أيام العسل.
- 2020: ضرب الرمل.
- 2020: بيوتي كلينك.
- 2021:  خارج السيطرة
- 2022: سندس 1
- 2024: سندس 2

### المسرحيات
- شباب البومب.
- هجولة تايم.
- بابا سامحني.

## روابط خارجية
- فيصل العمري على موقع قاعدة بيانات الأفلام العربية